# Новоселицька волость (Заславський повіт)
Новоселицька волость — історична адміністративно-територіальна одиниця Заславського повіту Волинської губернії з центром у селі Новоселиця. Наприкінці ХІХ ст. волость було ліквідовано, поселення увійшли до складу Хролинської (Великі Каленичі, Новоселиця, Рожична), Лабунської (Микулин) та Судилківської (Велика Рішнівка) волостей.
Станом на 1886 рік складалася з 9 поселень, 9 сільських громад. Населення — 4475 осіб (2152 чоловічої статі та 2323 — жіночої), 524 дворових господарства.
|                     | Площа, десятин | У тому числі орної, десятин |
| ------------------- | -------------- | --------------------------- |
| Сільських громад    | 5873           | 4237                        |
| Приватної власності | 2072           | 1529                        |
| Іншої власності     | 207            | 126                         |
| Загалом             | 8152           | 5892                        |

Основні поселення волості:
- Новоселиця — колишнє власницьке село, 453 особи, 64 двори; волосне правління (35 верст від повітового міста), православна церква, школа, постоялий будинок, вітряк.
- Велика Рішнівка — колишнє власницьке село, 800 осіб, 73 двори, православна церква, школа, постоялий будинок, вітряк.
- Великі Каленичі — колишнє власницьке село, 408 осіб, 61 двір, православна церква, водяний млин.
- Микулин — колишнє власницьке село при річці Хомора, 723 особи, 91 двір, православна церква, школа, постоялий будинок, 2 водяних млини.
- Рожична — колишнє власницьке село, 476 осіб, 59 дворів, православна церква, школа, каплиця, водяний млин.